# Robertine Barry
Robertine Barry – ou Françoise – née le 26 février 1863 à L'Isle-Verte et morte le 7 janvier 1910 à Montréal, est une journaliste et militante féministe canadienne française.
Après avoir collaboré au journal La Patrie, elle fonde sa propre revue bimensuelle, Le Journal de Françoise. Elle est considérée comme la première femme journaliste du Canada français.

## Biographie

### Enfance et formation
Robertine Barry en née le 26 février 1863 à l'Isle-Verte, dans le Bas-Saint-Laurent. Elle est la fille de John-Edmund Barry, commerçant de bois né en Irlande, et d'Aglaé Rouleau, une Canadienne française dont le père est un prospère marchand de bois de l'Île-Verte,. Durant l'enfance de Robertine, la famille Barry passe son temps entre Les Escoumins et Trois-Pistoles, où elle finit par s'installer. Le foyer compte treize enfants, dont trois meurent en bas âge. Robertine est le 9e enfant de la famille et sera particulièrement complice de sa sœur Évelyne (de deux ans sa cadette). Les Barry ont également une gouvernante pendant des décennies, que Robertine surnomme «notre vieille Cécile».
De cinq à dix ans, elle fréquente l'école élémentaire des Escoumins. Elle manifeste beaucoup d'intérêt pour la littérature et l'histoire, au même titre que ses parents: elle lit Hugo, Musset, Lamartine, La Fontaine ou encore les Sœurs Brontë. À partir de 1873, Robertine Barry intègre le Couvent Jésus-Marie, à Trois-Pistoles. Bonne élève, elle y est pensionnaire durant la semaine et développe une réputation de plaisantine auprès de ses camarades.
En 1880, Robertine Barry intègre le Couvent des Ursulines, à Québec. Selon l'historienne Sophie Doucet, cette institution offrait l'«instruction la plus poussée à laquelle pouvait aspirer une jeune fille de son époque». Barry y étudie les mathématiques, les sciences naturelles (chimie et physique) et le français mais également la couture, la broderie et la musique: on la prépare à être une «épouse bourgeoise». À sa sortie du couvent, elle retourne vivre chez ses parents à Trois-Pistoles. Avec sa sœur Évelyne, elle espère alors vivre de sa plume, mais ne parvient pas à être publiée, les éditeurs lui retournant ses textes. Après avoir pensé se consacrer à la vie religieuse (sa sœur Évelyne entre d'ailleurs dans un couvent), elle décide de persister dans l'écriture.

### Débuts àLa Patrieet publication deFleurs champêtres

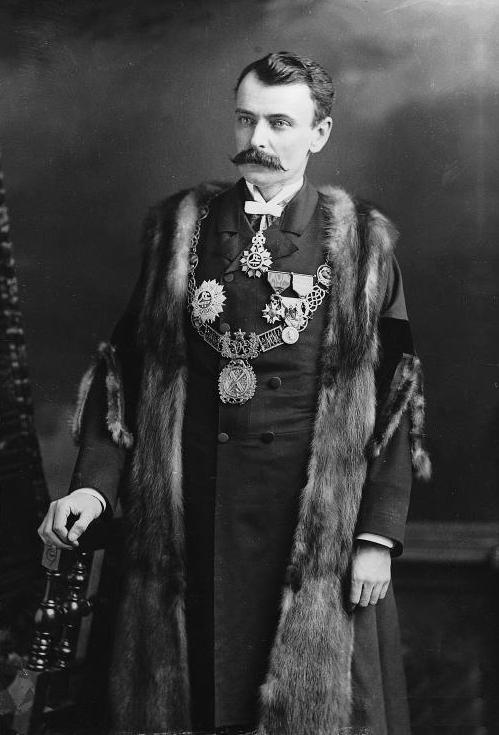
Honoré Beaugrand, qui a permis à Robertine Barry d'entamer sa carrière de journaliste à La Patrie.

En 1891, elle se présente au bureau du propriétaire de journaux Honoré Beaugrand afin de lui offrir ses services de journaliste. Elle débute le 30 avril 1891, alors que son premier texte est publié en une du journal La Patrie sous le pseudonyme de Françoise (en l'honneur de Saint-François-de-Sales). Ce premier texte défend le droit des filles à l'instruction supérieure et critique ardemment les mentalités conservatrices. Toujours en 1891, Barry déménage à Montréal à la suite du décès de son père. Elle habite avec sa mère, ses frères et sœurs et leur gouvernante Cécile dans une grande maison de la rue Saint-Denis. Cette maison servira plus tard comme lieu de rencontre de l'élite culturelle canadienne, lors des «five O'clock teas» organisés par Robertine Barry.
Dans La Patrie, elle publie des chroniques dans l'édition du lundi et devient par le fait-même la première femme canadienne collaborant de manière régulière à la rédaction d'un journal. Ces «Chroniques du lundi», publiées entre septembre 1891 et mars 1900, traitent de divers sujets de société: le travail, la religion, la littérature et les arts ou encore la vie de couple. Toujours dans La Patrie, Robertine Barry participe également à la création d'une page féminine, «le Coin de Fanchette» (qui devient plus tard «Causerie fantaisiste»). Elle y anime notamment une rubrique « Réponses aux lecteurs », qui est considérée comme étant précurseur des courriers du cœur au Québec. Féministe, celle que l'on appelle désormais Françoise utilise souvent sa plume pour dénoncer les inégalités homme-femme. Elle milite aux côtés d'autres grandes figures féministes canadiennes de l'époque comme Éva Circé-Côté, Marie Lacoste Gérin-Lajoie et Joséphine Marchand.
Outre ses chroniques et ses divers engagements, Robertine Barry continue de s'intéresser à la littérature durant son passage au journal La Patrie. Cet intérêt aboutit à la publication de Fleurs champêtres, un recueil de nouvelles rurales décrivant les «mœurs douces et simples de nos campagnes» dans l'objectif de les faire connaître aux populations urbaines. L'ouvrage, qui offre un portrait des coutumes et superstitions paysannes, fait polémique. Certains conservateurs, comme Jules-Paul Tardivel, accusent Barry de ne pas avoir accordé une place assez importante à la religion et de faire du naturalisme à la manière de Jean-Jacques Rousseau. Les alliés journalistes de Robertine Barry n'hésitent alors pas à la défendre face aux attaques de Tardivel, à l'image de Joséphine Marchand dans Le Coin du feu et Louis Fréchette dans La Patrie. Plus récemment, le critique littéraire Neil Bishop souligne que Fleurs champêtres, malgré les tendances élitistes de Barry, est un ouvrage qui donne la parole aux couches populaires et déconstruit parfois les stéréotypes dont elles sont victimes:
«[...] il s'agit non seulement de décrire le peuple mais de le faire parler — c'est-à-dire (malgré les propos condescendants par lesquels la préface établit le peuple, dans ses us et coutumes, comme simple objet d'étude) lui donner la parole, le rapprochant ainsi du statut de sujet. Certes Françoise appartient à un milieu bourgeois, de sorte que le lecteur est souvent amené à voir l'univers fictif à travers les yeux de personnages de classe bourgeoise, à l'occasion, la narration elle-même dévalorise un personnage populaire [...] mais il arrive que l'histoire racontée vienne corriger les préjugés du personnage bourgeois. ».
Les nombreuses publications de Robertine Barry lui assurent une importante présence sur la scène culturelle canadienne. Elle compte parmi ses amis plusieurs libres penseurs dont Godfroy Langlois, la journaliste Séverine ainsi que son premier patron, Honoré Beaugrand, un franc-maçon avec qui elle partage bien des idées libérales. C'est elle qui a amené Olivar Asselin à s'établir à Montréal, en le recommandant au journal Les Débats que s'apprêtait à fonder Louvigny de Montigny à l'automne 1899. Un an plus tard, en 1900, Robertine Barry est nommée, aux côtés de son amie Joséphine Marchand, représentante officielle du Canada à l'Exposition universelle de Paris. Son voyage de six mois dans la Ville Lumière est ponctué de rencontres avec plusieurs femmes de lettre européennes qu'elle croise dans les salons littéraires parisiens. Certaines d'entre elles, comme Juliette Adam et Gyp, collaboreront plus tard au Journal de Françoise. Durant le voyage, Barry produit une série de lettres intitulées «Lettres de Françoise», qu'elle publie dans La Patrie : il s'agit de ses dernières contributions au sein du journal montréalais.

### Fondation duJournal de Françoise: Robertine Barry au centre du monde culturel canadien

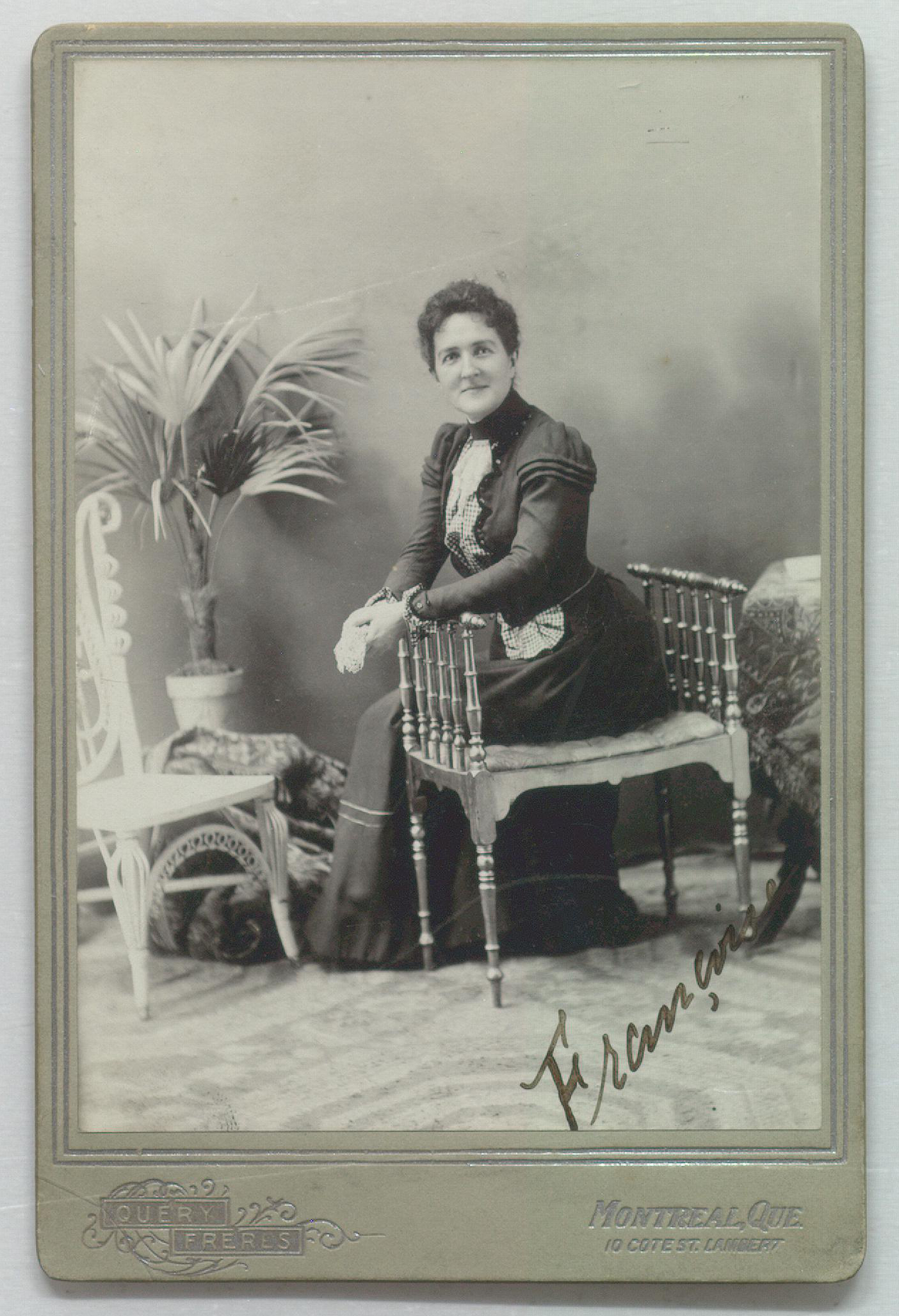
Robertine Barry, c. 1903.

En 1901, elle délaisse La Patrie et fonde la revue bimensuelle le Journal de Françoise, la première revue à être publiée par une femme au Canada. Le premier numéro paraît le 29 mars 1902 et la revue est publiée jusqu'en 1909. L'orientation de la publication est marquée par l'engagement féministe de Barry, qui dénonce les attitudes réactionnaires de la société canadienne, encourage les femmes à s'éduquer et à défendre leurs droits, plaide pour l'instruction laïque et milite pour l'implantation de bibliothèques gratuites. Bien que se décrivant comme catholique pratiquante, Robertine Barry est avant tout une militante laïque qui tient aux principes libéraux. L'historienne Lise Beaudouin souligne que cette posture la met parfois en conflit avec les institutions cléricales:
«Françoise milite en faveur de l’émancipation des femmes et de leur droit à prendre une place à part entière dans la société. Cette posture légitime l’autorité qu’elle s’accorde pour se prononcer sur les débats qui ont cours et tenter d’influencer l’opinion de ses contemporains. Elle affirme le droit à la liberté de pensée et d’expression et appuie toutes les initiatives qui la favorisent. Ses prises de position la mettent souvent en situation de conflit avec les autorités religieuses, en particulier avec l’archevêque de Montréal, Mgr Paul Bruchési. ».
Dans son Journal de Françoise, elle publie également d'importants auteurs du Canada et d'ailleurs, comme Laure Conan, Louis Fréchette, Albert Lozeau, Carmen Sylva, Edmond de Nevers ou encore l'iconique poète Émile Nelligan. Ce dernier sera très proche de Robertine Barry: elle est sa « sœur d'amitié » et une amie intime de sa mère. Le jeune poète lui consacre le poème « Rêve d'artiste » sous la dédicace « À Mlle R. B. », lu lors d'une séance publique de l'École littéraire de Montréal du 26 mai 1899 et ensuite publié dans La Patrie le 23 septembre 1899. Barry publie des articles à son sujet et fait paraître dans le Journal de Françoise, en 1908-1909, trois poèmes que Nelligan lui avait envoyés avant son internement : « À une femme détestée », « Le Vent, le triste vent de l'automne » et « À George Rodenbach ». Elle évoque son amitié pour le poète dans une note du Journal de Françoise saluant la parution du recueil mis au point par Louis Dantin.
Durant les sept années d'existence du Journal de Françoise, Robertine Barry en est la directrice, rédactrice, propriétaire et administratrice et en supporte presque seule la publication et le financement,. Elle collabore également à plusieurs autres journaux et magazines, dont la Revue canadienne, la Revue nationale et le Coin de Fanchette,. En juin 1904, alors qu'elle se rend à Saint Louis pour l'exposition universelle, elle fonde le Canadian Women's Press Club avec 15 autres de ses consœurs journalistes. Dans la foulée et pour représenter les voix francophones de ces journalistes, l'Association des femmes journalistes canadiennes-françaises est fondée.

Parallèlement à son travail de journaliste, elle est également dramaturge, présentant en 1905 sa pièce de théâtre intitulée Méprise. Sophie Doucet souligne le fait que cette «comédie légère sur le thème sentiments amoureux» est dans la continuité du combat féministe de Robertine Barry:    

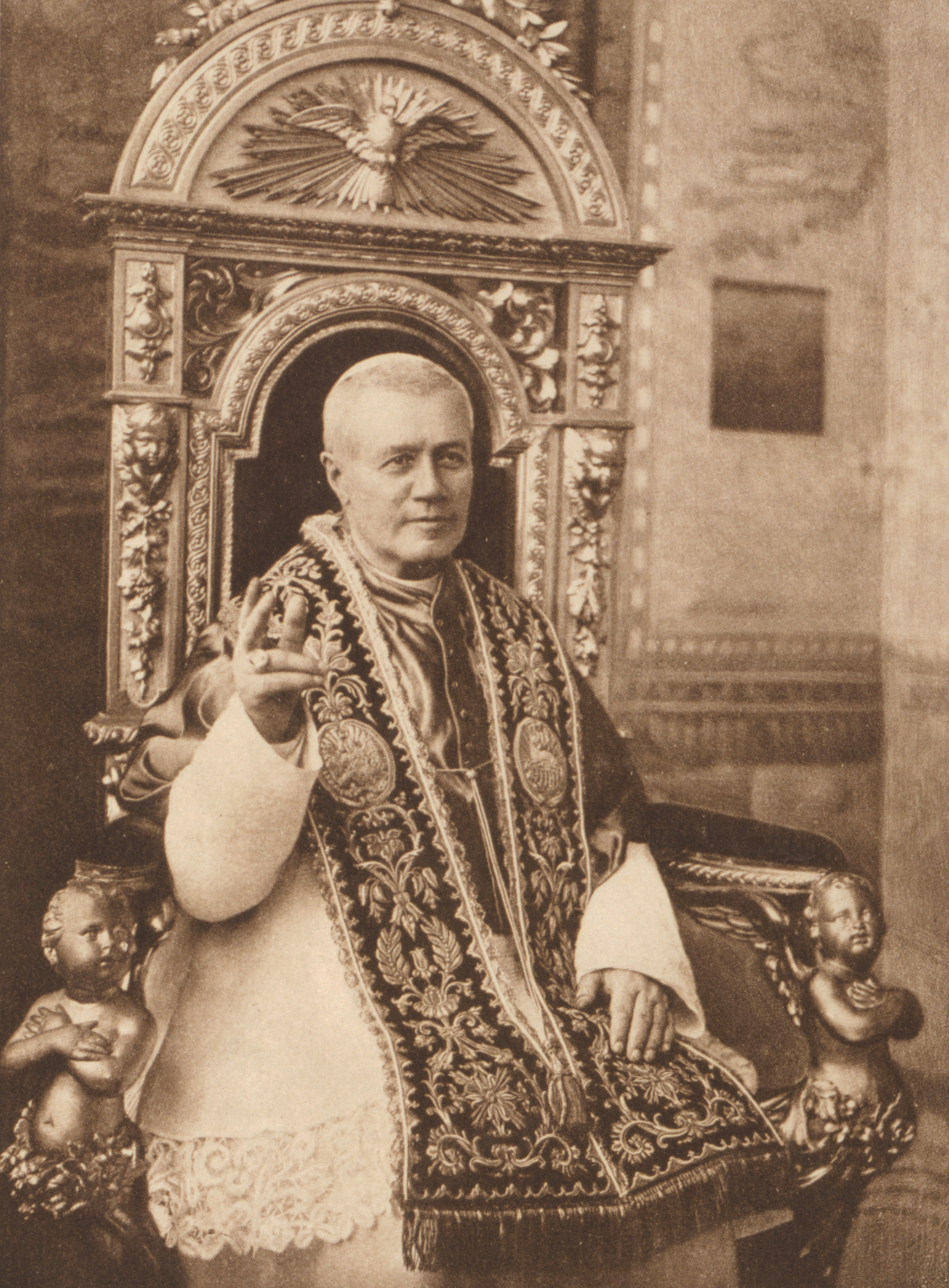
Le pape Pie X, que Robertine Barry rencontre en 1906.

«Les sentiments amoureux sont très présents dans ses écrits, autant littéraires que journalistiques, et l’on peut penser que la vision très romantique qu’elle se faisait de l’amour, conjuguée avec sa compréhension de ce que le mariage enlevait aux femmes (une femme mariée redevenait mineure aux yeux de la loi, et ne pouvait pas divorcer si jamais la relation s’avérait un enfer), expliquent le fait qu’elle soit demeurée célibataire. Elle a beaucoup écrit sur le célibat, défendant ce statut qui était souvent l’objet de moqueries, soulignant la liberté qu’il lui apportait.»
L'année suivante, en 1906, Robertine Barry se rend à l'Exposition universelle de Milan afin de représenter le Canada. L'évènement lui permet de voyager à travers l'Europe accompagnée de sa sœur Caroline. Elle parcourt alors l'Italie, l'Allemagne et la France à la rencontre de ses amies du Vieux Continent. Mais l'évènement marquant de son voyage de 1906 est sans aucun doute sa rencontre formelle avec le pape Pie X, à Rome. Barry rapporte cette rencontre dans le Journal de Françoise du 4 mai 1907, dans un article intitulé «Une audience du Saint-Père»
Robertine Barry est également une pionnière de l'histoire littéraire des femmes et de la critique au féminin. Dans son article "Les femmes canadiennes dans la littérature" ainsi que dans ses critiques littéraires qui paraissent dans la section "Bibliographie" du Journal de Françoise, elle rend visible la contribution des femmes aux lettres canadiennes-françaises et souligne la place souvent modeste que les grands critiques de son époque accordent aux écrivaines.

### Militantisme à la Fédération nationale Saint-Jean-Baptiste et dernières années
En 1907, Robertine Barry fait partie du comité de fondation de la première association féministe canadienne-française, la Fédération nationale de la Société Saint-Jean-Baptiste (FNSJB). Ce regroupement, issu d'une initiative de Marie Lacoste Gérin-Lajoie, vise à réconcilier les idées féministes et le catholicisme. Barry doute du réalisme de cet objectif, ce qui lui entraîne des tensions avec le haut clergé. C'est notamment le cas en 1909, lorsque Paul Bruchési, archevêque de Montréal, censure une conférence dans laquelle elle promeut l'éducation laïque, revendique des bibliothèques publiques et insiste sur la nécessité d'éduquer les femmes.

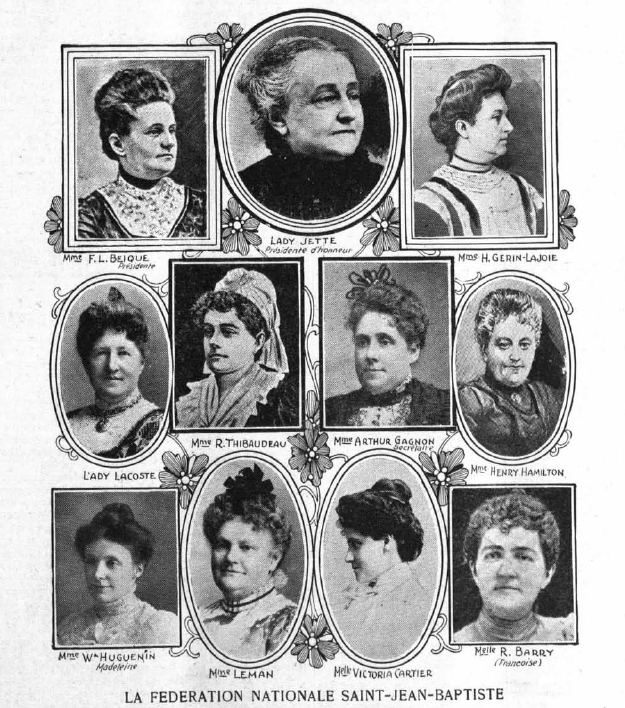
Robertine Barry (en bas à droite) à la Fédération nationale Saint-Jean-Baptiste, 1907.

Durant la même période, Barry est également impliquée dans le comité de fondation d'une école ménagère et d'un collège d'instruction supérieure pour les filles, qui devient le collège Marguerite-Bourgeois en 1926. Elle est aussi présidente de l'Association des femmes journalistes canadiennes françaises et du Canadian Women's Press Club et crée une commission des droits d'auteurs[réf. souhaitée].
Au printemps 1909, en reconnaissance de son travail journalistique en faveur des ouvriers, le premier ministre provincial Lomer Gouin offre à Robertine Barry le poste d'inspectrice du travail féminin des établissements industriels.

### Mort
Le 7 janvier 1910, à l'âge de 46 ans, Robertine Barry meurt subitement d'un accident vasculaire cérébral, dans son domicile du 588 rue Saint-Denis à Montréal. Elle est inhumée au cimetière Notre-Dame-des-Neiges.

## Œuvres
- Françoise (Robertine Barry), Fleurs champêtres ; suivi d'autres nouvelles et de récits et Méprise, comédie inédite en un acte, Montréal, Éditions Fides, 1984, 318 p.
- Françoise (Robertine Barry), Fleurs champêtres, Montréal, Compagnie d'imprimerie Desaulniers, 1895, 205 p.
- Françoise (Robertine Barry), Chroniques du lundi. 1891-1895, Montréal, 325 p.
- Françoise (Robertine Barry), « Les femmes canadiennes dans la littérature », Les femmes du Canada: leur vie et leurs œuvres,‎ 1900, p. 209-215 (lire en ligne [PDF]).
- Françoise (Robertine Barry), « Chroniques du Lundi », La Patrie,‎ 1891-1895
- Françoise (Robertine Barry), « Le Coin de Fanchette », La Patrie,‎ 1897-1900
- Françoise (Robertine Barry), Le journal de Françoise, 1902-1909

## Dans la culture
En juillet et août 2018, une pièce de théâtre intitulée Robertine est présentée à L’Isle-Verte. La mise en scène est de Denis Leblond, les textes de Paul Fortier et c'est Stéphanie Pelletier qui interprète Robertine Barry. Cette pièce se déroule à l'époque de la fondation de la fédération nationale Saint-Jean-Baptiste en 1907 au moment où elle se bat pour défendre les droits des femmes. La pièce est présentée à nouveau en mars 2019 lors de la Journée internationale du droit des femmes.

## Honneurs et récompenses
- Elle a reçu le titre d'officier d'académie accordé par le gouvernement français[26]
- Une rue de Montréal porte son nom[27].

#### Ouvrages, thèses
- Linda Kay (trad. de l'anglais), Elles étaient seize. Les premières femmes journalistes au Canada, Montréal, Presses de l’Université de Montréal, 2015, 276 p. (ISBN 978-2-7606-3232-5 et 2-7606-3232-6, présentation en ligne)
- Serge Bouchard et Marie-Christine Lévesque, Elles ont fait l'Amérique. De remarquables oubliés. Tome 1, Montréal, Lux Éditeur, 2011, p. 393-432
- Sergine Desjardins, Robertine Barry (Tome 2). On l'appelait Monsieur, Éditions Trois-Pistoles, 2011, 489 p. (ISBN 978-2-89583-228-7, présentation en ligne)
- Sergine Desjardins, Robertine Barry (Tome 1). La femme nouvelle, Éditions Trois-Pistoles, 2010, 406 p. (ISBN 978-2-89583-218-8, présentation en ligne)
- Hélène Pelletier-Baillargeon, Olivar Asselin et son temps : Tome I. Le Militant, Montréal, Fides, 1996, 780 p. (ISBN 978-2-7621-1889-6, lire en ligne)
- Line Gosselin, Les journalistes québécoises, 1880-1930, Montréal, Regroupement des chercheurs-chercheures en histoire des travailleurs et travailleuses du Québec, 1995, 160 p.
- Anne Carrier, Une Pionnière du journalisme féministe québécois : Françoise, pseudonyme de Robertine Barry : avec un choix de textes, Québec, Groupe de recherche multidisciplinaire féministe, Université Laval, 1988, 109 p.

#### Articles, chapitres
- Sophie Doucet, « Robertine Barry (1863-1910) », Fondation Lionel-Groulx,‎ janvier 2020 (lire en ligne)
- Sergine Desjardins, « Robertine Barry (Françoise) », The Canadian Encyclopedia / L'Encyclopédie canadienne,‎ 2016 (lire en ligne)
- Lise Beaudoin, « La parole dissidente de Françoise dans Le Journal de Françoise (1902-1909) », Recherches féministes, vol. 24, no 1,‎ 2011, p. 25–43 (lire en ligne)
- Chantal Savoie, « Des salons aux annales : les réseaux et associations des femmes de lettres à Montréal au tournant du XXe siècle », Voix et Images, vol. 27, no 2,‎ hiver 2002, p. 238-253 (lire en ligne)
- Chantal Savoie, « L’Exposition universelle de Paris (1900) et son influence sur les réseaux des femmes de lettres canadiennes », Études littéraires, vol. 36, no 2,‎ automne 2004, p. 17-30 (lire en ligne)
- (en) Chantal Savoie, « Françoise, Literary Critic: Editorial Reach and Discursive Strategies », Studies in Canadian Literature, vol. 32, no 1,‎ 2007, p. 21–33 (ISSN 0380-6995 et 1718-7850, lire en ligne, consulté le 16 mai 2023)
- Anne Carrier, « Barry, Robertine, Françoise », Dictionnaire biographique du Canada, Université Laval et University of Toronto, vol. 13,‎ 1994. (lire en ligne)
- Anne Carrier et Robertine Barry, « Pour mesurer le chemin parcouru : extrait des Chroniques du lundi (14 octobre 1895) de Françoise (pseudonyme de Robertine Barry) », Recherches féministes, vol. 1, no 1,‎ 1988, p. 113–118 (lire en ligne)
- Aurélien Boivin, « Fleurs champêtres », Dictionnaire des œuvres littéraires du Québec, vol. 1,‎ 1980, p. 268-270 (lire en ligne)
- Aurélien Boivin et Kenneth Landry, « Françoise et Madeleine, pionnières du journalisme féminin au Québec », Voix et Images, vol. 4, no 2,‎ décembre 1978, p. 233-243 (lire en ligne)
- Germaine Bernier, « Françoise, journaliste et femme de lettres », Le Devoir,‎ 12 novembre 1936, p. 5 (lire en ligne)
- Georges Bellerive, « Françoise », dans Brèves apologies de nos auteurs féminins, Québec, Librairie Garneau, 1920 (lire en ligne), p. 30-35